# ウェブ使用料
ウェブ使用料（ウェブしようりょう）は、ソフトバンクが提供する携帯電話のサービスである。月額300円（税込330円）にて提供する。

## 概要
- 他社宛携帯電話へのメール、Yahoo!ケータイを使用するために必要なオプションである。
  - Vodafone時代のVodafone live!契約に相当するが、ソフトバンクブランドとなってからは、ノキア・ジャパンから発売されたスタンダードバージョン端末でWEB機能を利用するのに必須のオプションになった（Vodafone日本法人時代は不要であった。また、ソフトバンクブランドとなってからもパケット通信非対応のSoftBank 4・3・2シリーズでは不要であった。なお、ドコモの場合は、iモード付加機能使用料ではなく、mopera Uが必須要件となる）。
- 類似サービスとして、NTTドコモのiモード付加機能使用料/spモード、au by KDDIのEZ WINコース/IS NETコース、ディズニー・モバイルのDisneyベーシックパック、イー・モバイルのEMnetがある。
- ウェブ使用料に加入していれば、Yahoo!ケータイ非対応端末（主にiPhone、SoftBank スマートフォンシリーズ、SoftBank Xシリーズ）でも、メール（@softbank.ne.jpのドメイン）、ウェブが可能である。他社のスマートフォン等の場合、ドコモの場合はiモード非対応で、auの場合はEZweb非対応で各々がウェブ、自社ドメインのメールが不可能で、可能にする場合、前者はspモード、後者はIS NETコースに加入する必要がある。
- SoftBank X、SoftBank スマートフォンの接続サービス名は非公開なものの、料金の名称はウェブ使用料である。

## 備考
2016年9月13日よりS!ベーシックパックがウェブ使用料に名称変更された。